# SNCF BB 8500
Die BB 8500, auch Danseuses genannt, ist eine französische Elektrolokomotiv-Baureihe, die von 1964 bis 1974 gebaut wurde. Insgesamt wurden 146 Lokomotiven dieser Baureihe von Alsthom an die Société nationale des chemins de fer français (SNCF) geliefert.

## Geschichte
Die BB 8500 waren die Gleichstromlokomotive der BB-Alsthom-Familie, die wegen ihrer schlechten Federung vom Personal Danseuses ‚Tänzerinnen‘ genannt wurden. Sie entsprechen technisch den Zweisystemlokomotiven BB 25500 ohne den Wechselstromteil und lösten bei der Beschaffung von Gleichstromlokomotiven die BB 9400 ab.
Die Lokomotiven wurden in vier Serien geliefert, die sich in Leistung, Anordnung der Lüftungsgitter in den Seitenwänden des Lokkastens und der Größe der Führerstände unterschieden. Die ersten 36 Lokomotiven wurden in den Jahren 1964 bis 1966 geliefert. Sie hatten gegenüber den nachfolgenden Lokomotiven leistungsschwächere Fahrmotoren, so dass ihre Leistung nur 2610 kW statt 2940 kW betrug. Die letzten 59 Lokomotiven, die in den Jahren 1973 bis 1974 abgeliefert wurden, hatten größere Führerstände.
Im Betrieb ersetzten die BB 8500 ab der zweiten leistungsfähigeren Serie im Fernverkehr die verschiedenen Baureihen 2D2-Lokomotiven. Ab 1976 wurde die Nez-cassés-Baureihe BB 7200 abgeliefert, welche BB 9200 und BB 9300 frei machten, sodass die BB 8500 nur noch selten im Fernverkehr eingesetzt wurden. Sie wurden mehr und mehr im Güterverkehrs eingesetzt. Eine Doppeltraktion hatte eine Leistung von fast 6 MW, sodass sie eine CC 6500 ersetzen konnte. Etwa zehn Lokomotiven kamen im Vorortverkehr im Südosten von Paris zum Einsatz, wo sie zusammen mit den verschiedenen Wendezuggarnituren eingesetzt wurden. Nachdem die Baureihe gegen Ende der 1990er Jahre nicht mehr ausreichend genutzt werden konnte, wurden 31 Lokomotiven zu Rangierlokomotiven der Baureihe BB 88500 umgebaut. Zwei Lokomotiven wurden 1998 zu selbstfahrenden Schneepflügen umgebaut, die von Toulouse aus auf den Strecken in den Pyrenäen eingesetzt werden.

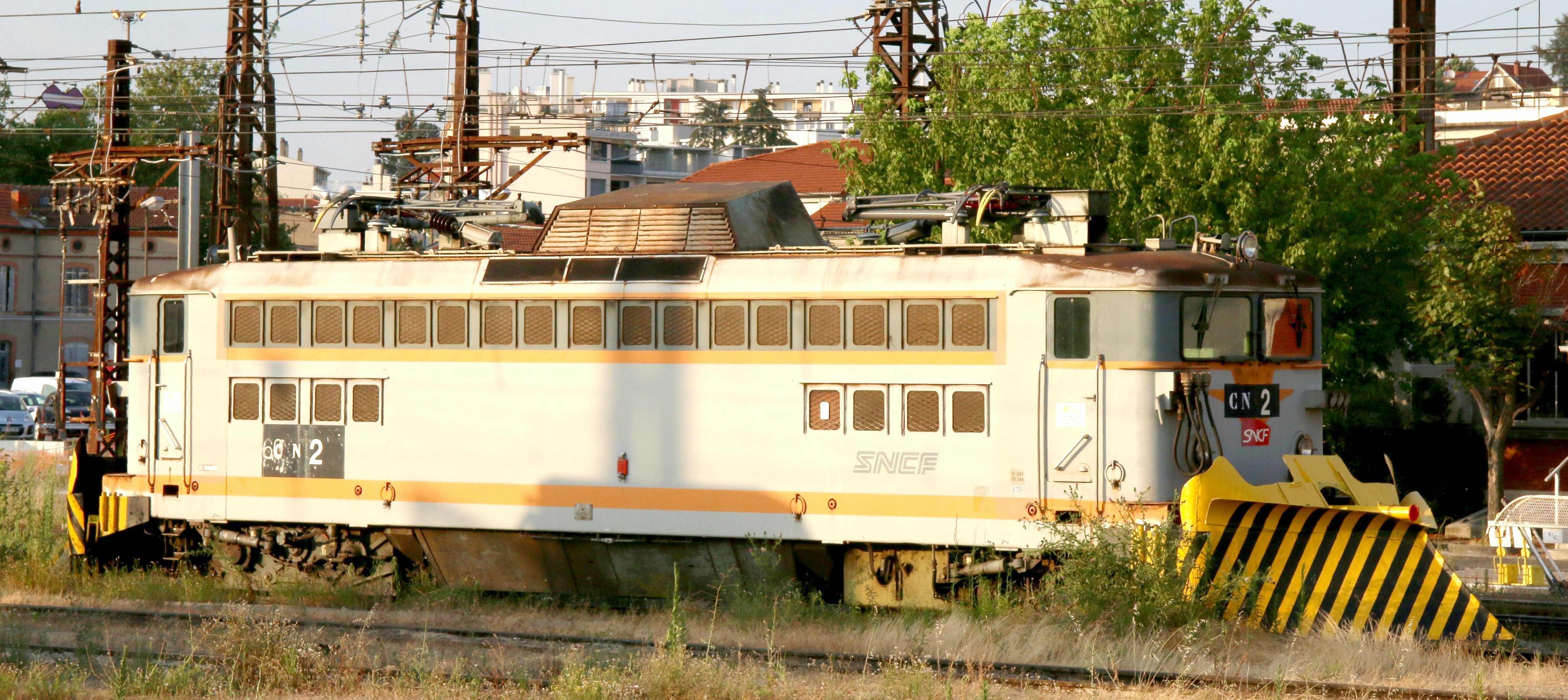
Schneepflug CN 2 in Toulouse

Anfang der 2000er Jahre wurden der Dienst in den Lokomotiven mit kleinen Führerständen eingeschränkt. Ein Lokführer durfte während einem Dienst nur noch maximal eine Strecke von 150 km in einer solchen Lokomotive fahren. Ab 2003 wurden die BB 8500 im großen Stile ausrangiert. Zuerst verschwanden die im Güterverkehr eingesetzten Maschinen mit den kleinen Führerständen. Nach Ablieferung der BB 27300 wurden die BB 8500 aus dem Pariser-Vorortverkehr verdrängt und für den Regionalverkehr in die Regionen Centre, Aquitaine, Midi-Pyrénées und Bourogne eingesetzt. Mit der Ablieferung der Triebzüge der AGC-Familie wurden die Lokomotiven überflüssig und ausrangiert. 2015 waren noch 25 Lokomotiven in Betrieb, die 8616 wurde für das Eisenbahnmuseum Mülhausen vorgesehen. Im Dezember 2016 wurden die letzten beiden Lokomotiven ausrangiert, womit nur noch die beiden Schneepflüge CN 1 und CN 2 in Toulouse verbleiben. Es sind dies die einzigen Lokomotiven aus der BB-Alsthom-Familie, die in Frankreich noch im regulären Einsatz stehen.

## Technik
Die Baureihe BB 8500 verfügt über Einmotordrehgestelle mit im Stillstand schaltbaren zweistufigen Getriebe. Dadurch konnte die Zugkraft auf Kosten der Geschwindigkeit erhöht werden. Im Güterzugbetrieb sind 90 km/h, später 100 km/h, und im Personenzugbetrieb 140 km/h zulässig. Ursprünglich war eine Höchstgeschwindigkeit von 150 km/h vorgesehen, die aber wegen den Laufeigenschaften und der fehlenden Leistung nicht erreicht werden konnten.
Es wurden vier Serien geliefert, wobei sich die erste und zweite Serie äußerlich nicht unterscheiden, aber unterschiedliche Fahrmotoren haben. Es gibt drei verschiedene Wagenkästen: Die 8501–8567 haben an jeder Seitenwand 25 kleine quadratische Lüftungsgitter, die 8568–8587 haben an jeder Seitenwand 13 rechteckige Lüftungsgitter und die 8588–8646 haben ein großes Lüftungsband, das sich über die gesamte Länge des Maschinenraums erstreckt.

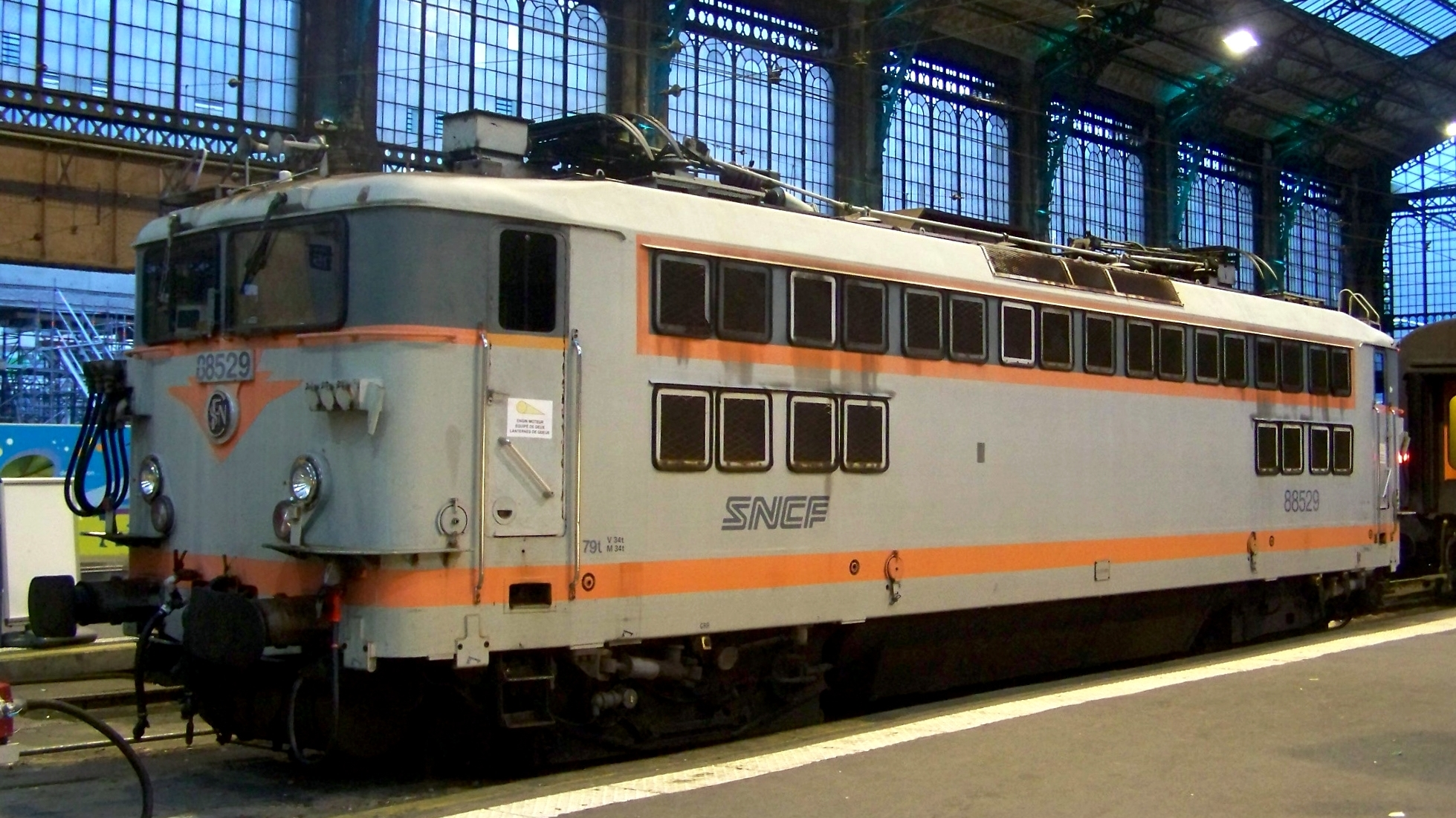
1. Serie: 8501–8536
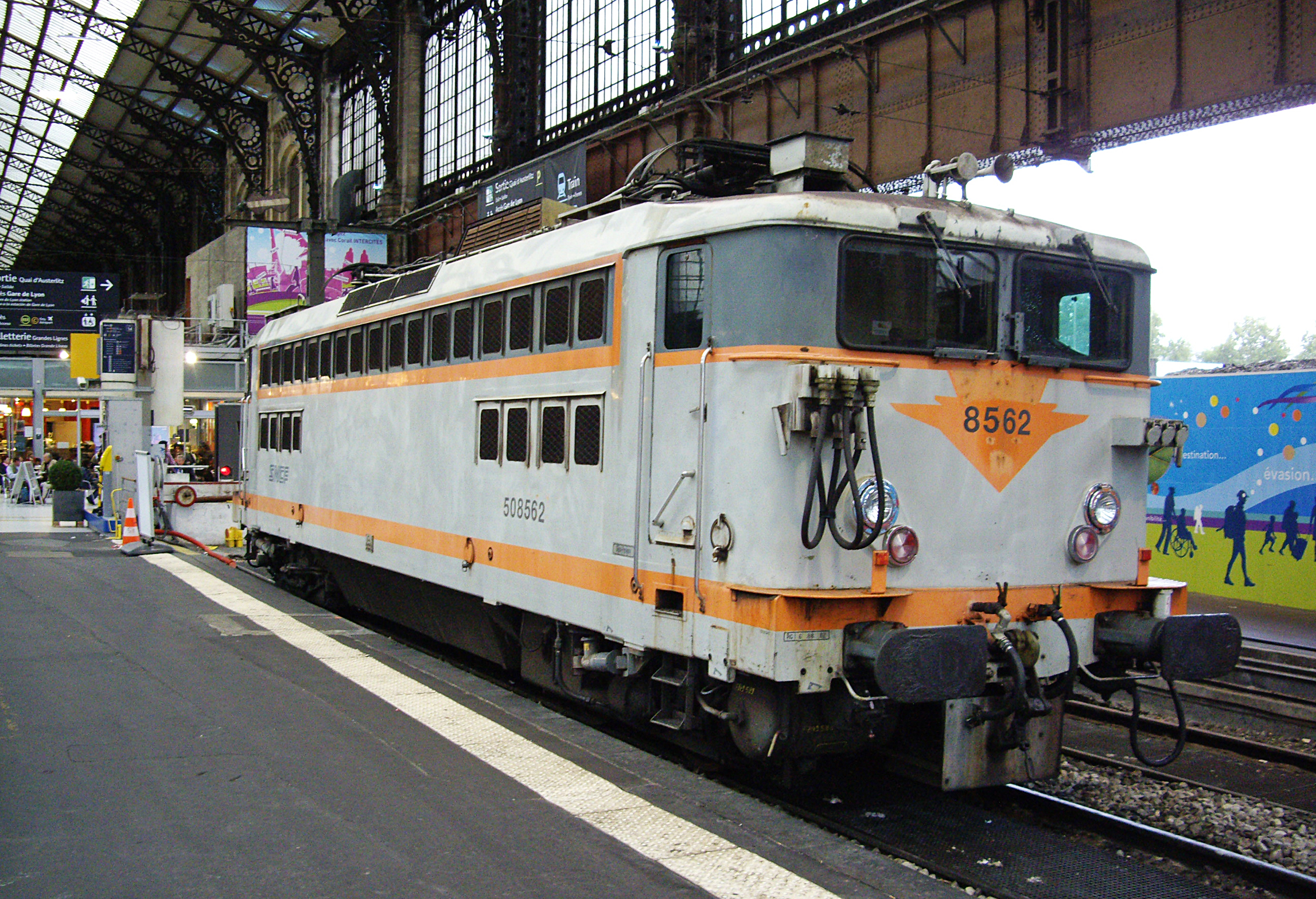
2. Serie: 8537–8567
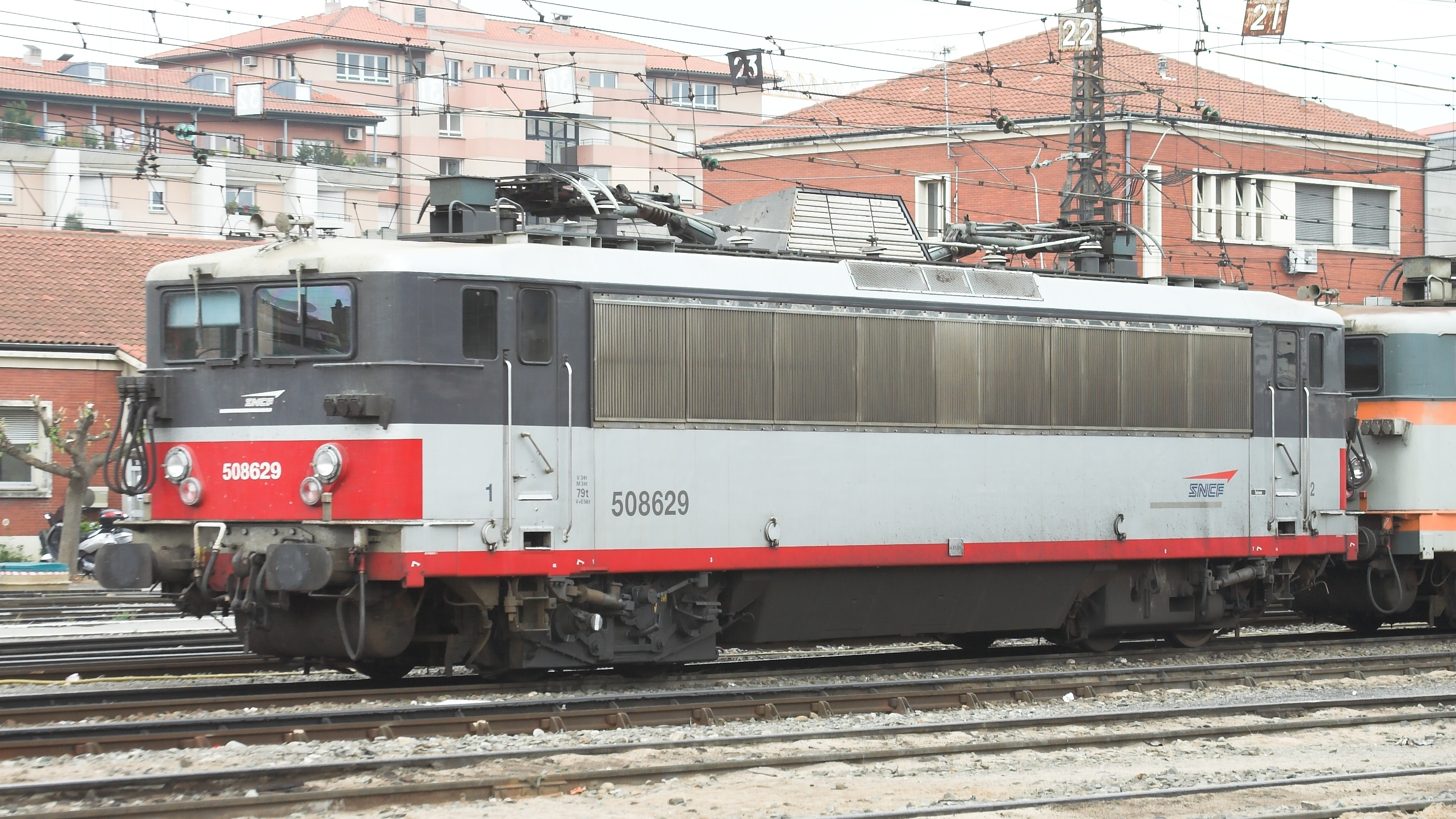
4. Serien: 8588–8646

Die letzte Serie hatte einen größeren Führerstand, wodurch die Lokomotiven länger wurden. Im Gegensatz zu den ersten drei Serien, die als Petite Cabine bezeichnet werden, trägt sie den Zusatz Grand Cabine. Die Länge des Untergestells beträgt bei den ersten drei Serien 13,7 Meter, bei der vierten Serie 14,38 Meter. Die Länge über Puffer beträgt bei den ersten drei Serien 14,94 Meter, bei der vierten 15,57 Meter. Die Untergestellabmessungen sind identisch. Der Drehzapfenabstand beträgt 8,50 Meter, der Achsstand der Drehgestelle 1608 mm, was einen Gesamtradstand von 9,108 Meter ergibt. Die Räder haben einen Nenndurchmesser von 1100 mm.
Jedes Drehgestell besitzt einen einzigen, großen Fahrmotor, der in den Lokkasten hineinragt und über ein schaltbares Verteilergetriebe beide Achsen antreibt. Die erste Serie erhielt Motoren des Typs TAB 660 A1, während die anderen drei Serien den leistungsstärkeren Typ TAB 660 B1 erhielten. Beide Typen sind zwangsbelüftet und haben einen Nennstrom von 1050 Ampere bei einer Spannung von 1500 Volt. Die Regelung der Fahrstufenregelung erfolgt über Vorwiderstände. Die beiden Einholm-Stromabnehmer vom Typ AM 18 U sind auf dem Dach mit dem Kniegelenk zur Wagenkastenmitte angeordnet. Die Lokomotiven sind für Wendezugbetrieb und Doppeltraktion ausgerüstet.

## BB 88500

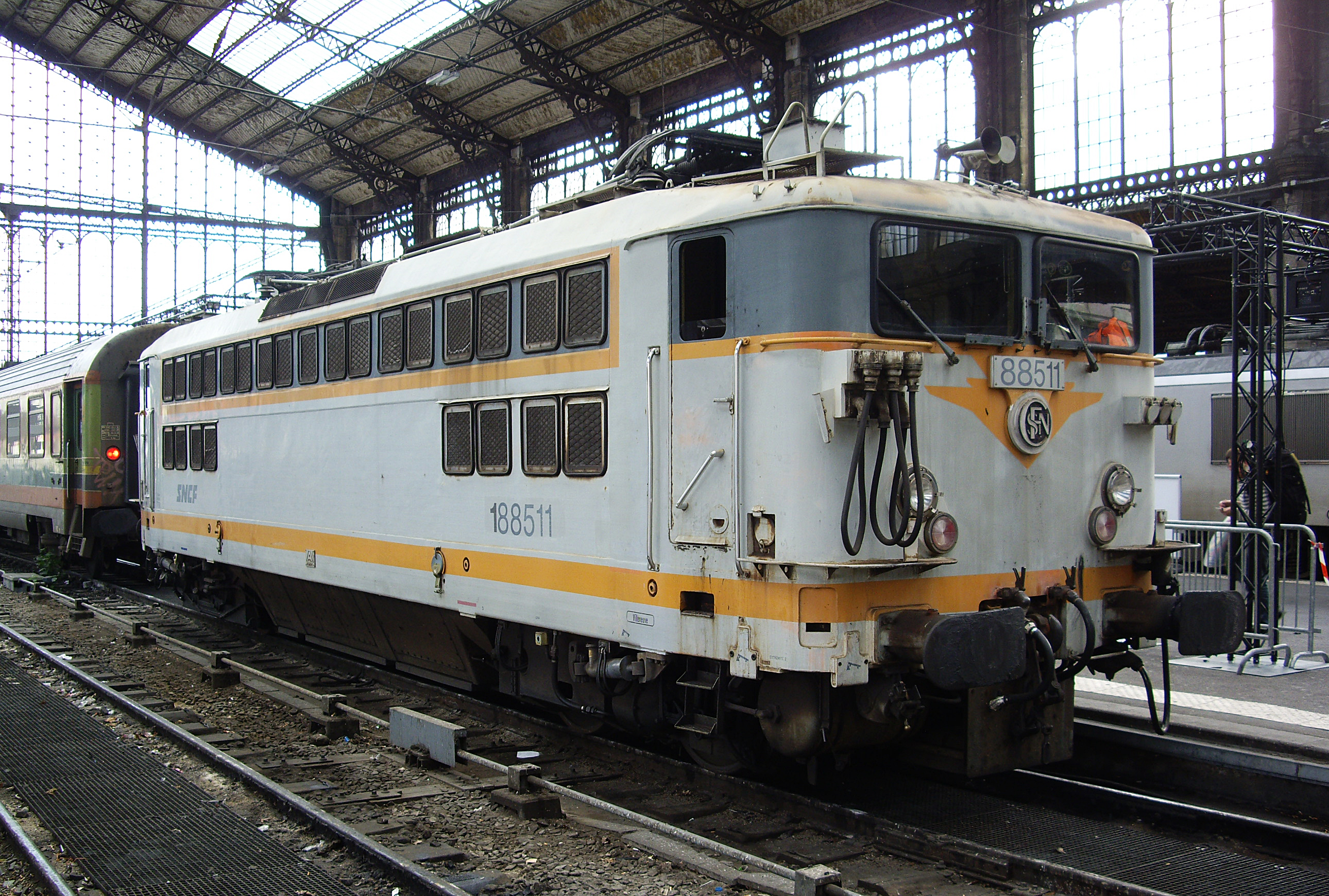
BB 88511 in der grauen Béton-Farbgebung

Ähnlich wie bei den BB 8100 wurden einige BB 8500 zu Rangierlokomotive umgebaut, um die inzwischen 50 Jahre alten Vorkriegslokomotiven BB 300 und BB 4700 zu ersetzen. Der Umbau erfolgte an 31 Lokomotiven, die die neue Baureihenbezeichnung BB 88500 erhielten, die alten Ordnungsnummern wurden jedoch beibehalten, aus der BB 8504 wurde nach dem Umbau die BB 88504 usw. Der Umbau der Lokomotiven wurde von Alstom durchgeführt.
Beim Umbau wurde 30 leistungsschwächere Lokomotiven der ersten Serie und eine aus der dritten Serie umgebaut. Der Schnellgang des Getriebes wurde blockiert, so dass die Höchstgeschwindigkeit nach dem Umbau auf 100 km/h beschränkt war. Es bestand aber weiterhin die Möglichkeit der Fern- und Vielfachsteuerung mit den BB 8500. Sie erhielten nach dem Umbau den betongrauen Anstrich des Wagenkastens mit gelben Zierlinien.
Die BB 88500 wurden ausschließlich für die Bereitstellung von Wagenzügen zwischen den Einsatzstellen, den Instandhaltungswerken und den Abstellgleisen eingesetzt. Die Lokomotiven waren in den Depots Depots Chambéry, Villeneuve-Saint-Georges, Vénissieux und Toulouse stationiert. Durch den vermehrten Einsatz von Triebwagenzügen konnte nach und nach auf die Lokomotiven verzichtet werden, so dass die letzten 2014 ausgemustert wurden. Von der BB 88500 ist die BB 88511 für das Eisenbahnmuseum Mülhausen reserviert.

## BB 8700
In den Jahren 2000 bis 2001 entstanden durch Umbau zehn Doppellokomotiven BB 8700, die im Güterzugdienst eingesetzt wurden. Dazu wurden zwölf BB 8500 und acht BB 88500 verwendet. Beim Umbau wurde die elektrische Ausrüstung im Maschinenraum neu angeordnet, so dass die Rückwand eines Führerstandes nach hinten versetzt werden konnte und der Führerstand dadurch vergrößert werden konnte. Außerdem wurde ein neuer Lokführersitz eingebaut. Der Führerstand auf der Kupplungsseite blieb unverändert. Die BB 8700 wurde ausschließlich auf der Strecke Chambéry–Modane, der westlichen Zufahrt zum Mont-Cenis-Eisenbahntunnel, zum Nachschieben von Güterzügen eingesetzt. Nach dem Rückgang des Güterverkehrs auf der Schiene durch die Verlagerung auf die Straße und die Ablieferung der leistungsfähigeren BB 36000 gab es immer weniger Züge, die nachgeschoben werden mussten. Die BB 8700 wurden deshalb nicht mehr benötigt und trotz aufwändigem Umbau bereits in den Jahren 2004 bis 2005 ausgemustert.